# Enrique Wolff
Enrique Ernesto Wolff Dos Santos (* 21. Februar 1949 in Buenos Aires) ist ein ehemaliger argentinischer Fußballspieler. Neben Stationen beim Racing Club und River Plate war er auch in Spanien für Real Madrid aktiv und gewann hier zweimal die Meisterschaft. Ferner nahm Wolff mit der Nationalmannschaft seines Heimatlandes an der Fußball-Weltmeisterschaft 1974 in Deutschland teil.

## Karriere

### Vereinskarriere
Enrique Wolff, geboren 1949 in Argentiniens Hauptstadt Buenos Aires, begann mit dem Fußballspielen beim Racing Club in Avellaneda, einem industriellen Vorort der Hauptstadt. Der Abwehrspieler stieß direkt nach dem größten Erfolg in der Vereinsgeschichte des Racing Club, dem Sieg in der Copa Libertadores 1967, in die Profiabteilung vor. So war er wenige Monate später schon dabei, als Celtic Glasgow im Spiel um den Weltpokal mit 1:0 im Wiederholungsspiel bezwungen wurde. Zum Einsatz kam der 18-jährige Wolff dabei jedoch nicht. Der Gewinn eines weiteren Titels war Enrique Wolff im Trikot des Racing Club allerdings nicht vergönnt gewesen. Er spielte noch bis 1972 für den Verein und machte insgesamt 165 Ligaspiele mit 31 Torerfolgen. Aber es sollte bis ins Jahr 2001 dauern, bis der Racing Club wieder einen argentinischen Meistertitel holen konnte.
Wolff ging zur Saison 1973 zu River Plate. Doch auch hier erwischte er gerade eine Phase der Vereinsgeschichte, die weniger erfolgreich verlief. In den Jahren 1973 und 1974 wurden jeweils Titelgewinne verpasst, erst im ersten Jahr nach Wolffs Abschied aus dem Estadio Monumental Antonio Vespucio Liberti konnte River Plate erstmals seit 1957 wieder die Meisterschaft erringen. Enrique Wolff aber wechselte 1974 nach Spanien zu UD Las Palmas, wo er bis 1977 unter Vertrag stand und in dieser Zeit 93 Ligaspiele mit sieben Treffern absolvierte. Nachdem in den ersten beiden Spielzeiten der Klassenerhalt in der höchsten spanischen Fußballliga nur knapp hergestellt werden konnte, gelang UD Las Palmas in der Saison 1976/77 eine große Überraschung. Die Mannschaft von Trainer Roque Olsen und mit Spielern wie etwa Miguel Brindisi, Daniel Carnevali oder Carlos Morete, im Übrigen alles Argentinier, belegte nach Ende aller Spieltage den vierten Rang in der Primera División und erreichte somit die beste Platzierung überhaupt in der Vereinsgeschichte einhergehend mit anschließender Europapokalqualifikation.
Enrique Wolff rückte in der starken Saison bei Las Palmas ins Blickfeld von Real Madrid, von dem er 1977 verpflichtet wurde. Die zwei Jahre in Madrid bildeten für Wolff die erfolgreichsten seiner Karriere. Zweimal in Serie konnte man die spanische Fußballmeisterschaft gewinnen, 1977/78 wurde man Erster mit sechs Zählern Vorsprung auf den FC Barcelona, ein Jahr später wurde Sporting Gijón mit vier Punkten auf den zweiten Rang verwiesen. Obwohl Enrique Wolff absoluter Stammspieler im Team von Real Madrid war, verließ er den Verein im Sommer 1979. Für ein halbes Jahr ging er nun zurück nach Argentinien zu den Argentinos Juniors, wo er unter anderem an der Seite des jungen Diego Maradona spielte. Nach einer zweijährigen Pause stand Wolff 1981 noch einmal für sieben Spiele bei CA Tigre unter Vertrag, ehe er seine Spielerkarriere im Alter von 32 Jahren endgültig beendete.

### Nationalmannschaft
Zwischen 1972 und 1974 brachte es Enrique Wolff auf insgesamt 27 Einsätze in der argentinischen Fußballnationalmannschaft. Dabei gelang ihm ein Torerfolg. Von Nationalcoach Vladislao Cap wurde er ins Aufgebot der Südamerikaner für die Fußball-Weltmeisterschaft 1974 in Deutschland berufen. Im Turnierverlauf kam Wolff als Stammspieler in fünf der sechs Spielen der argentinischen Mannschaft zum Einsatz und fungierte zeitweise als Kapitän, wenn der eigentliche Captain Roberto Perfumo nicht spielte. Generell verlief die Weltmeisterschaft aber nicht sehr erfolgreich für die Mannschaft aus Argentinien. Nachdem man die erste Gruppenphase nur wegen der besseren Tordifferenz gegenüber Italien überstanden hatte, scheiterte man in der zweiten Gruppenphase mit nur einem Unentschieden und zwei Niederlagen aus drei Spielen als Gruppenletzter.

## Erfolge
- Weltpokal: 1×

1967 mit dem Racing Club
- Spanische Meisterschaft: 2×

1977/78 und 1978/79 mit Real Madrid